# Operacja Pickaxe-Handle
Operacja Pickaxe-Handle – akcja zbrojna prowadzona w dniach 30 maja – 14 czerwca 2007 roku przez siły brytyjskie w ramach NATO w afgańskiej prowincji Helmand, jest kontynuacją operacji Achilles, która zakończyła się tego samego dnia.

## Operacja
Około 4:00 czasu lokalnego w środę, 30 maja 2007, ISAF udał się w kierunku miejscowości Kajaki Sofle, dziesięć kilometrów na południowy zachód od miasta Kajaki, aby usunąć zagrożenie talibskie, obecność talibów miała wpływ na bezpieczeństwo i stabilność w Dolnym Sangin Valle. Następnego dnia w nocy zorganizowano atak lotniczy, dzięki któremu zbombardowano stanowiska talibów w Dolnym Sangin Valle. Zginęło dwudziestu talibów, zdołali oni jednak w odpowiedzi odpalić rakietę, która dosięgła helikopter, zabijając pięciu Amerykanów. 2 czerwca NATO twierdziło, że ich konwój został osaczony przez bojowników talibskich. Tego dnia rozegrała się również tragedia cywilów – na rzece Helmand przewróciła się tratwa z sześćdziesięcioma cywilami, którzy chcieli się uchronić przed działaniami miltarnymi. W odpowiedzi 5 czerwca armia sojuszu ISAF rozpoczęła ofensywę w południowym Afganistanie, kierowaną przez USA i rząd afgański. Po tym ataku odnotowano kilkanaście ofiar talibskich. Około osiemdziesięciu bojowników talibskich zginęło w innych incydentach operacji w czerwcu 2007.

## Wyniki
NATO twierdzi, że operacja była ich sukcesem, ponieważ przejęli kontrolę nad dzielnicą Kajaki w prowincji Helmand, gdyż został obsadzony nowy wojewoda, zorganizowano również radę plemienną. Talibowie natomiast twierdzą, że nie utracili kontroli w Kajaki. Potwierdzają to lokalni mieszkańcy. Niektórzy z nich nadal nie czują się tam bezpiecznie, dlatego trudno jednoznacznie wskazać zwycięzcę operacji.